# Hymn Wysp Owczych

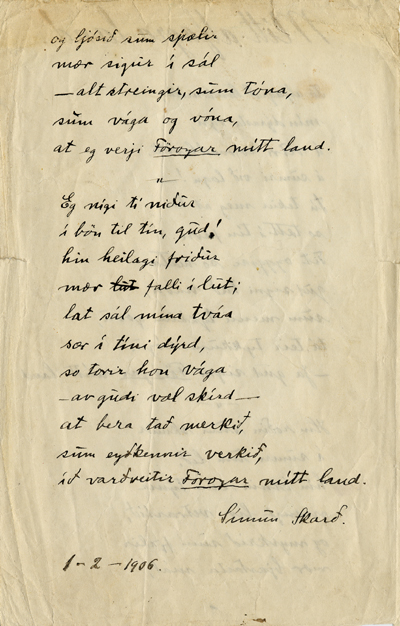
Druga strona rękopisu

Tú alfagra land mítt (pierwotnie Mítt alfagra land, pol. „Mój kraju najpiękniejszy”) – hymn narodowy Wysp Owczych, terytorium zależnego, wchodzącego w skład Królestwa Danii. Archipelag ten cieszy się sporą autonomią i posiada własne symbole narodowe, które mogą być używane oficjalnie. Poza hymnem są nimi: flaga oraz herb.

## Historia
Wiersz, który później stał się hymnem, został napisany przez farerskiego poetę Símuna av Skarðiego 1 lutego 1906 roku, kiedy miał on 34 lata. Pierwotnie nosił tytuł Mítt alfagra land. Rok później melodię do wiersza postanowił napisać skrzypek Petur Alberg. 8 stycznia 1908 roku pieśń ukazała się w jednej z pierwszych farerskich gazet – Tingakrossur.
Dzięki tej publikacji, a także następnym pieśń zaczęła się szybko rozpowszechniać i już w latach 30. XX wieku stała się hymnem mieszkańców archipelagu. Jest śpiewany w czasie ważnych uroczystości państwowych, między innymi przed rozpoczęciem meczów reprezentacji piłkarskiej.

## Tekst
Mítt alfagra land
Tú alfagra land mítt, mín dýrasta ogn!

á vetri so randhvítt, á sumri við logn,

tú tekur meg at tær so tætt í tín favn.

Tit oyggjar so mætar, Guð signi tað navn,

sum menn tykkum góvu, tá teir tykkum sóu.

Ja, Guð signi Føroyar, mítt land!

Hin roðin, sum skínur á sumri í líð,

hin ódnin, sum týnir mangt lív vetrartíð,

og myrkrið, sum fjalir mær bjartasta mál,

og ljósið, sum spælir mær sigur í sál:

alt streingir, ið tóna, sum vága og vóna,

at eg verji Føroyar, mítt land.

Eg nígi tí niður í bøn til tín, Guð:

Hin heilagi friður mær falli í lut!

Lat sál mína tváa sær í tíni dýrd!

So torir hon vága - av Gudi væl skírd -

at bera tað merkið, sum eyðkennir verkið,

ið varðveitir Føroyar, mítt land!
Mój kraju najpiękniejszy
Mój kraju, o najpiękniejszy, własności najdroższa,

Przyciągasz mnie do siebie obejmując mocno,

Przed wiatrem osłonięte latem, zimą śniegiem pokryte,

Wyspy wspaniałe, przez Boga upodobane,

Miano, które ludzie Wam nadali, gdy Was odkryli,

Niech Bóg Wam błogosławi, o, Wyspy Owcze, moja ziemio!

Blask jaśniejący, który letnią porą szczyty tak jasnymi czyni,

Ciężka wichura, zimą wiodąca ludzi do rozpaczy,

O, wyrywający ducha sztormie, o, podboju duszy,

Brzmienia słodkie tworzący, wszystkich jednoczące,

Każde pełne nadziei i ufne, inspiruje wszystkich nas,

Do chronienia Cię. O, Wyspy Owcze kraju mój!

A zatem padam na kolana w modlitwie przed Tobą, Boże,

Aby spokojnym mój los był i byś mnie oszczędził,

Mą duszę oczyszczoną, w chwale, proszę Cię o błogosławieństwo,

Gdy podniosę swój sztandar i stanę przeciw naporom,

Znak mej posługi niech wysoko uniosę,

By Was chronić. O, Wyspy Owcze, kraju mój!